# Stigmella castanopsiella
Stigmella castanopsiella là một loài bướm đêm thuộc họ Nepticulidae. Nó là loài duy nhất được tìm thấy ở Honshu và Kyushu in Nhật Bản, but is probably also present in Trung Quốc.
Con trưởng thành bay vào tháng 3. Có thể có một lứa một năm.
Ấu trùng ăn Castanopsis cuspidata var. sieboldii. Chúng ăn lá nơi chúng làm tổ. 